# Wande Coal
Wande Coal, pseudonimo di Oluwatobi Wande Ojosipe (Lagos Island, 18 ottobre 1985), è un cantante nigeriano.

## Biografia
Wande Coal è stato candidato per la prima volta agli MTV Africa Music Awards nel 2010, edizione in cui si è conteso due categorie. È stato nuovamente candidato alla cerimonia tenutasi sei anni più tardi, vincendo il premio alla canzone dell'anno con My Woman, My Everything.
Ha pubblicato cinque album in studio nel corso della sua carriera, tra cui Legend or No Legend, presentato nella prima metà del 2023.

## Discografia

### Album in studio
- 2009 – Mushin to Mo'Hits
- 2015 – Selection
- 2015 – Wanted
- 2020 – Realms
- 2023 – Legend or No Legend

### Singoli
- 2013 – Amorawa (feat. Burna Boy)
- 2014 – Baby Hello
- 2014 – Aye dun (feat. Skuki)
- 2015 – Ashimapeyin
- 2015 – Watagemu (con Coffee)
- 2015 – Same Shit (feat. AKA)
- 2015 – Wanted
- 2016 – Iskaba (con DJ Tunez)
- 2017 – Ballerz
- 2017 – Oh No No
- 2017 – Tur-key nla
- 2017 – Sho ja (feat. Larry Gaaga & Base One)
- 2018 – Will You Be Mine (con LeriQ)
- 2018 – So mi so
- 2018 – Tupac (con P. Montana)
- 2019 – Kilofeshe (con JP)
- 2109 – Gentility (con Melvitto)
- 2019 – Vex (con Sarz)
- 2019 – Eh Oh Ah! (con JayBreeze, Tiwa Savage e Mystro)
- 2019 – Ode lo like
- 2020 – Again
- 2020 – Naughty Girl
- 2021 – Music Messiah (con DJ Neptune)
- 2021 – Come My Way
- 2022 – Hate Me (con Olamide)
- 2022 – Mama Maradona (con Vector)
- 2022 – Pass Dem (con DJ Tough)
- 2023 – Kpe paso (con Olamide)
- 2023 – Ebelebe (feat. Wizkid)